# Marco Junio Penno
Marco Junio Penno (en latín, Marcus Iunius M. f. M. n. Pennus) fue un magistrado romano que ocupó el consulado en el año 167 a. C., junto a Quinto Elio Peto.

## Vida
Fue hijo del pretor urbano del mismo nombre del año 201 a. C. Durante su pretura, en 172 a. C., recibió Hispania Citerior como provincia. Pidió urgentemente al Senado refuerzos para su ejército, pero estos no llegaron hasta que tuvo que abandonar la provincia a su sucesor. 
Fue cónsul en 167 a. C. con Quinto Elio Peto como colega y obtuvo Pisa como provincia.